# ジンクピリチオン
ジンクピリチオン（Zinc pyrithione）は有機亜鉛錯体で、ピリジンの誘導体の一種。抗菌剤や防腐剤としての作用がある。フケや脂漏性皮膚炎に有効なため、シャンプーや化粧品に添加される。独特のにおいがする。

## 特性
溶解性が低く、ジンクピリチオンの粒子はすすぎ洗いをした後も皮膚表面に残り殺菌作用を持つ。

## 殺菌
細菌類に対する最小発育阻止濃度（MIC）はO157・枯草菌で10ppm、MRSA・緑膿菌では3ppmであり、比較的低濃度で効果を発揮する。
真菌、グラム陰性菌、グラム陽性菌と幅広い殺菌スペクトルがある。

## 使用
脂漏性皮膚炎に有効な成分のひとつである。抗菌効果に伴いフケを抑える効果もあり、ジンクピリチオンを配合したシャンプーも市販されている。国際的には1960年代から使用されてきた。
1970年から2006年まで、花王が発売するシャンプー、メリットにはジンクピリチオンが配合されていたが、2006年4月からは、グリチルリチン酸ジカリウムに変更された。なお2007年、P&G（プロクター・アンド・ギャンブル）の日本においての新ヘアケアブランドh&sではジンクピリチオンが有効成分として配合された。

## 毒性
ラットに経口投与した場合の半数致死量（LD50）は200mg/kgである。1999年に国立環境研究所により環境ホルモンの疑いがあることが報告された。

## ジンクピリチオン効果
花王が日本で初めてジンクピリチオン配合シャンプーのメリットを発売したが、そのCMのキャッチコピー「ジンクピリチオン配合」によってジンクピリチオンについて何も知らない消費者が購入することにつながり、メリットはヒット商品となったとされる。
この事例から、小説家の清水義範が論考「インパクトの瞬間」の中で、ジンクピリチオン効果と命名し、「どのようなものかは分からないのに、その言葉の響きだけですごそうだ」と思ってしまう心理的な反応があると説明した。